# Borki (województwo małopolskie)
Borki – wieś w Polsce, położona w województwie małopolskim, w powiecie dąbrowskim, w gminie Szczucin.
| SIMC    | Nazwa     | Rodzaj    |
| ------- | --------- | --------- |
| 0830470 | Czołnów   | część wsi |
| 0830486 | Gęsica    | część wsi |
| 1048983 | Nowa Wieś | część wsi |
| 0830492 | Orczki    | część wsi |
| 0830517 | Podgórze  | część wsi |
| 0830523 | Podlesie  | część wsi |
| 1048990 | Podudzie  | część wsi |
| 0830530 | Podwale   | część wsi |

W latach 1954–1972 wieś należała i była siedzibą władz gromady Borki. W latach 1975–1998 miejscowość administracyjnie należała do województwa tarnowskiego.
W miejscowości znajduje się Parafia Matki Bożej Fatimskiej Różańcowej w Borkach.